# Diuris amplissima
Diuris amplissima är en orkidéart som beskrevs av David Lloyd Jones. Diuris amplissima ingår i släktet Diuris och familjen orkidéer.
Artens utbredningsområde är Western Australia. Inga underarter finns listade i Catalogue of Life.